# Fairfax (Iowa)
Fairfax és una població dels Estats Units a l'estat d'Iowa. Segons el cens del 2000 tenia 889 habitants.

## Demografia
Segons el cens del 2000, Fairfax tenia 889 habitants, 327 habitatges, i 263 famílies. La densitat de població era de 252,4 habitants/km².
Dels 327 habitatges en un 37,9% hi vivien nens de menys de 18 anys, en un 65,7% hi vivien parelles casades, en un 10,4% dones solteres, i en un 19,3% no eren unitats familiars. En el 17,7% dels habitatges hi vivien persones soles el 7,6% de les quals corresponia a persones de 65 anys o més que vivien soles. El nombre mitjà de persones vivint en cada habitatge era de 2,72 i el nombre mitjà de persones que vivien en cada família era de 3,05.
Per edats la població es repartia de la següent manera: un 28,9% tenia menys de 18 anys, un 6,6% entre 18 i 24, un 28,1% entre 25 i 44, un 22,9% de 45 a 60 i un 13,4% 65 anys o més.
L'edat mediana era de 37 anys. Per cada 100 dones de 18 o més anys hi havia 96,9 homes.
La renda mediana per habitatge era de 57.850 $ i la renda mediana per família de 59.348 $. Els homes tenien una renda mediana de 41.932 $ mentre que les dones 29.643 $. La renda per capita de la població era de 19.583 $. Entorn del 3% de les famílies i el 2,9% de la població estaven per davall del llindar de pobresa.

## Poblacions més properes
El següent diagrama mostra les poblacions més properes.